# Jean Giono
Jean Giono, né le 30 mars 1895 à Manosque où il est mort le 8 octobre 1970, est un écrivain et cinéaste français.
Ses œuvres, souvent ancrées dans le monde paysan provençal, abordent des questions universelles sur la condition humaine. Bien qu'ami de nombreux écrivains et artistes célèbres, il demeure en dehors des courants littéraires dominants de son époque.
Il a vécu principalement à Manosque, et sa culture — notamment littéraire — est essentiellement autodidacte, se fondant sur des œuvres classiques. Il n'a jamais reçu de grand prix littéraire français, mais a été honoré par des prix américains et britanniques. Membre de l'académie Goncourt de 1954 à sa mort, il est parfois perçu à tort comme un simple écrivain régionaliste, alors que son œuvre est vaste et diversifiée. Ses écrits, bien que profondément enracinés dans la Provence, transcendent les frontières régionales et abordent des thèmes universels. 
Giono a également réfléchi à l'art de l'écriture, notamment dans son livre Noé, où il explore la relation entre un romancier et son imaginaire.

## Biographie

### Jeunesse et formation

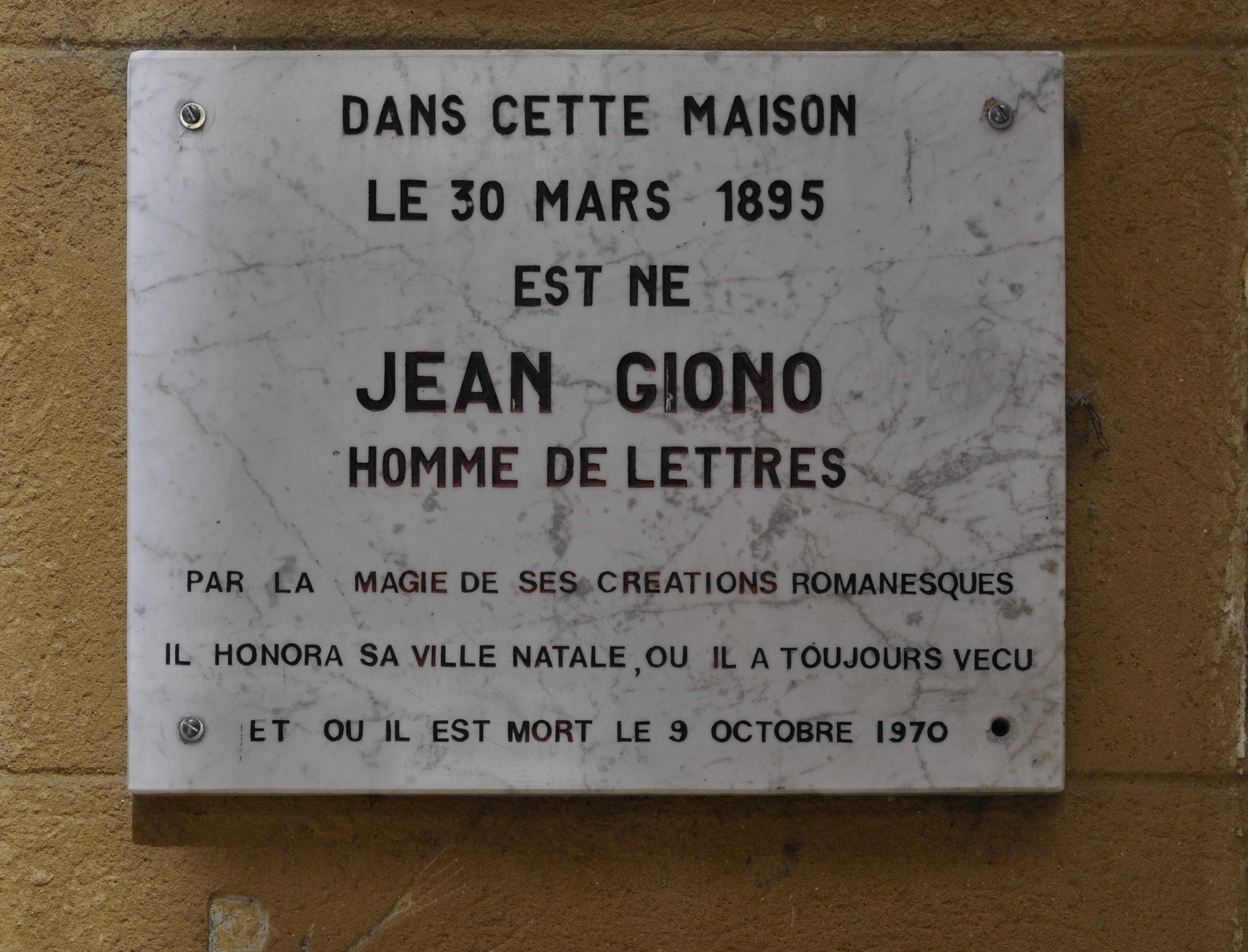
Plaque sur la maison natale de Giono au 2, rue Torte à Manosque.

Jean Fernand Giono naît le 30 mars 1895 à Manosque de Jean Antoine Giono (né en 1845 à Saint-Chamas, mort en 1920), cordonnier anarchiste d'origine piémontaise, et de Pauline Victorine Pourcin (née en 1857 à Saint-Cloud, morte en 1946), d'ascendance picarde par sa mère et provençale par son père, qui dirige un atelier de repassage. Giono a évoqué son enfance dans Jean le Bleu, avec la « belle figure de guérisseur libertaire » de son père qui a marqué profondément l'écrivain. Son père aurait accueilli nombre de proscrits et d'exilés.
Pour Pierre Citron son biographe, Giono, issu de cette famille très modeste, dont il est le fils unique (et très aimé), « son enfance est pauvre et heureuse. Pour lui c’est un âge d’or dont il fera revivre l’atmosphère, directement ou indirectement, tout au long de sa vie. Ce bonheur est fracassé par la guerre de 14 ».

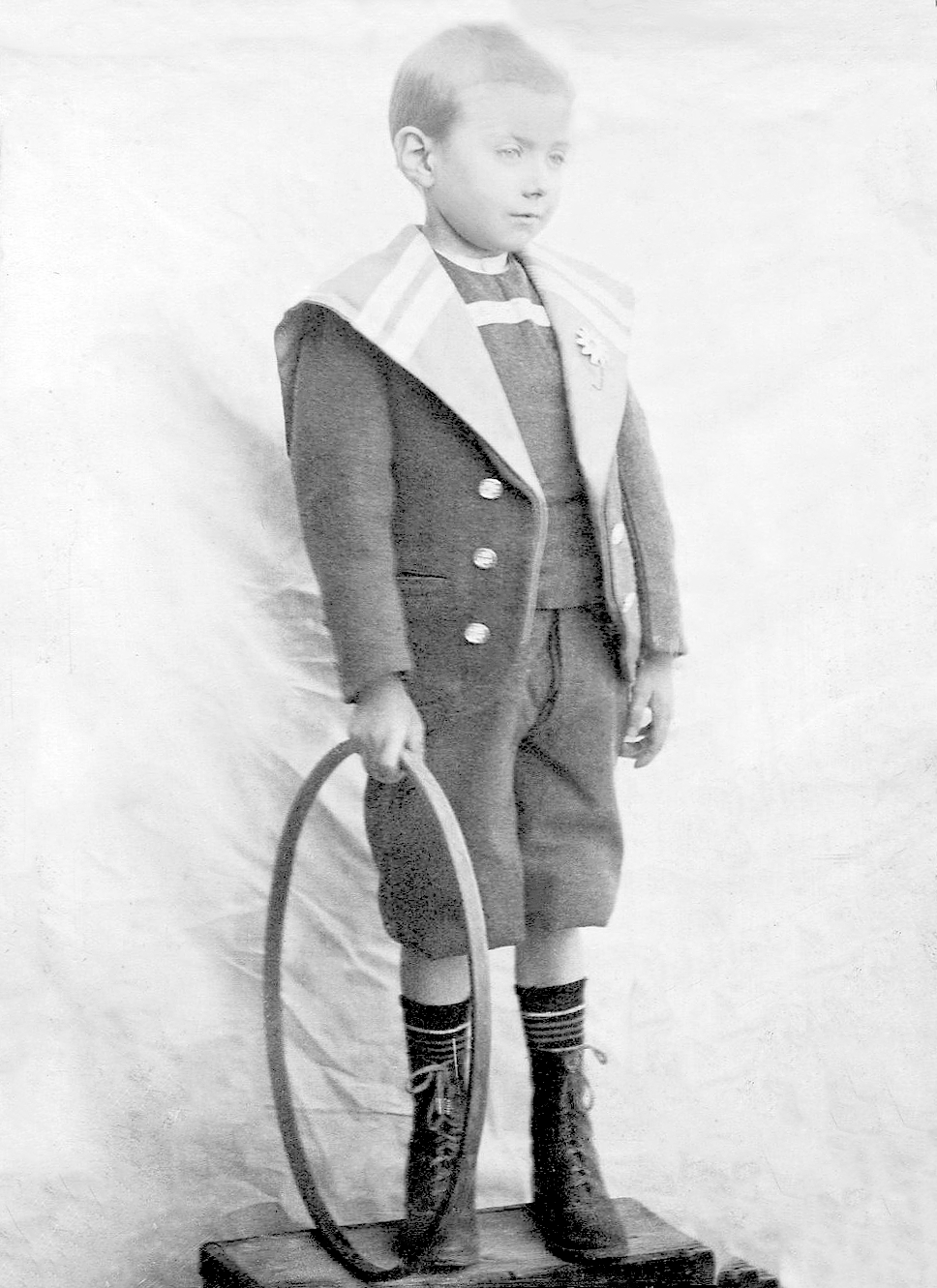
Jean Giono vers 1900, âgé d'environ 5-7 ans. Photo exposée dans sa maison d'enfance 14, rue Grande, à Manosque).

L'enfance de Giono
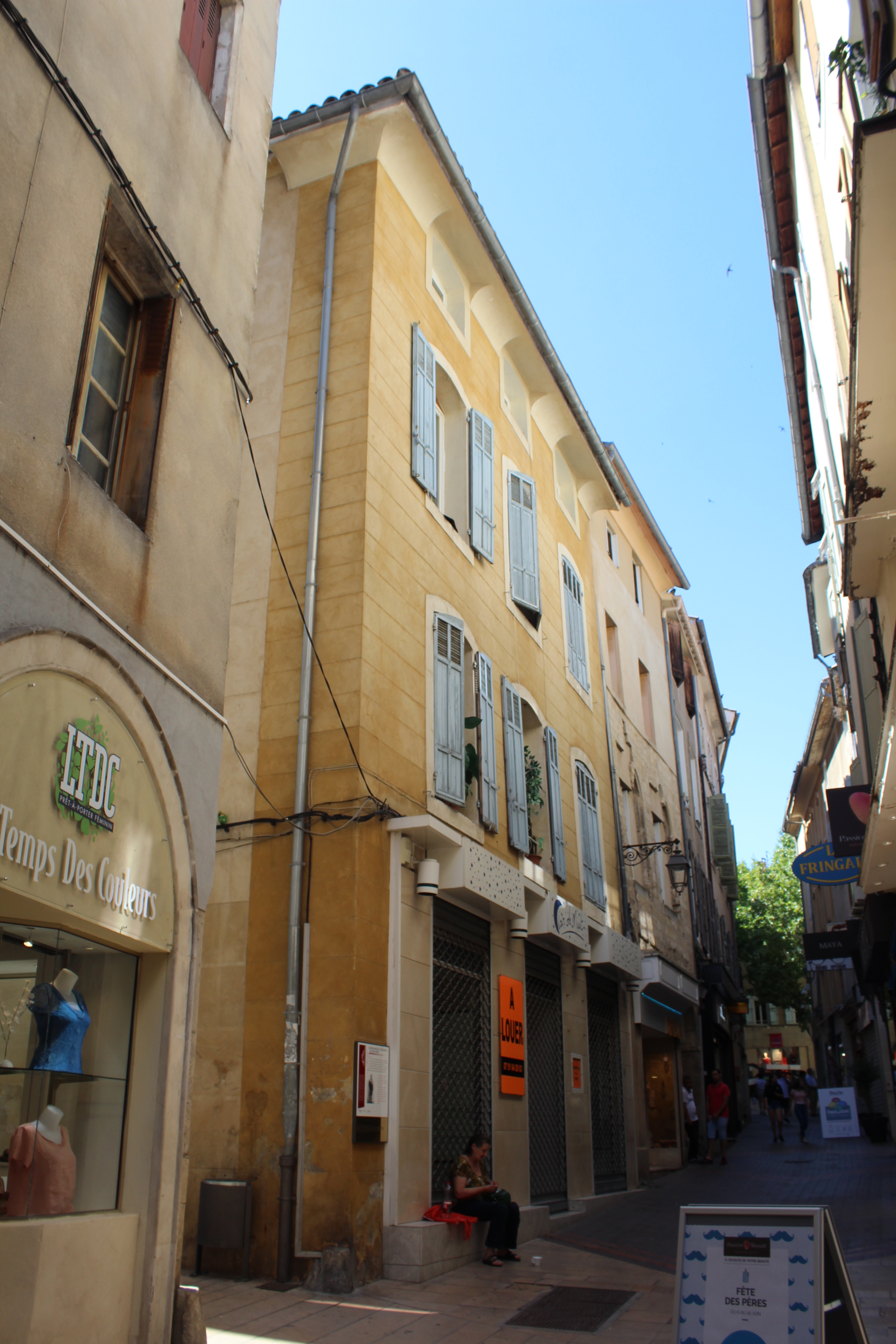
Maison natale de Jean Giono à Manosque.
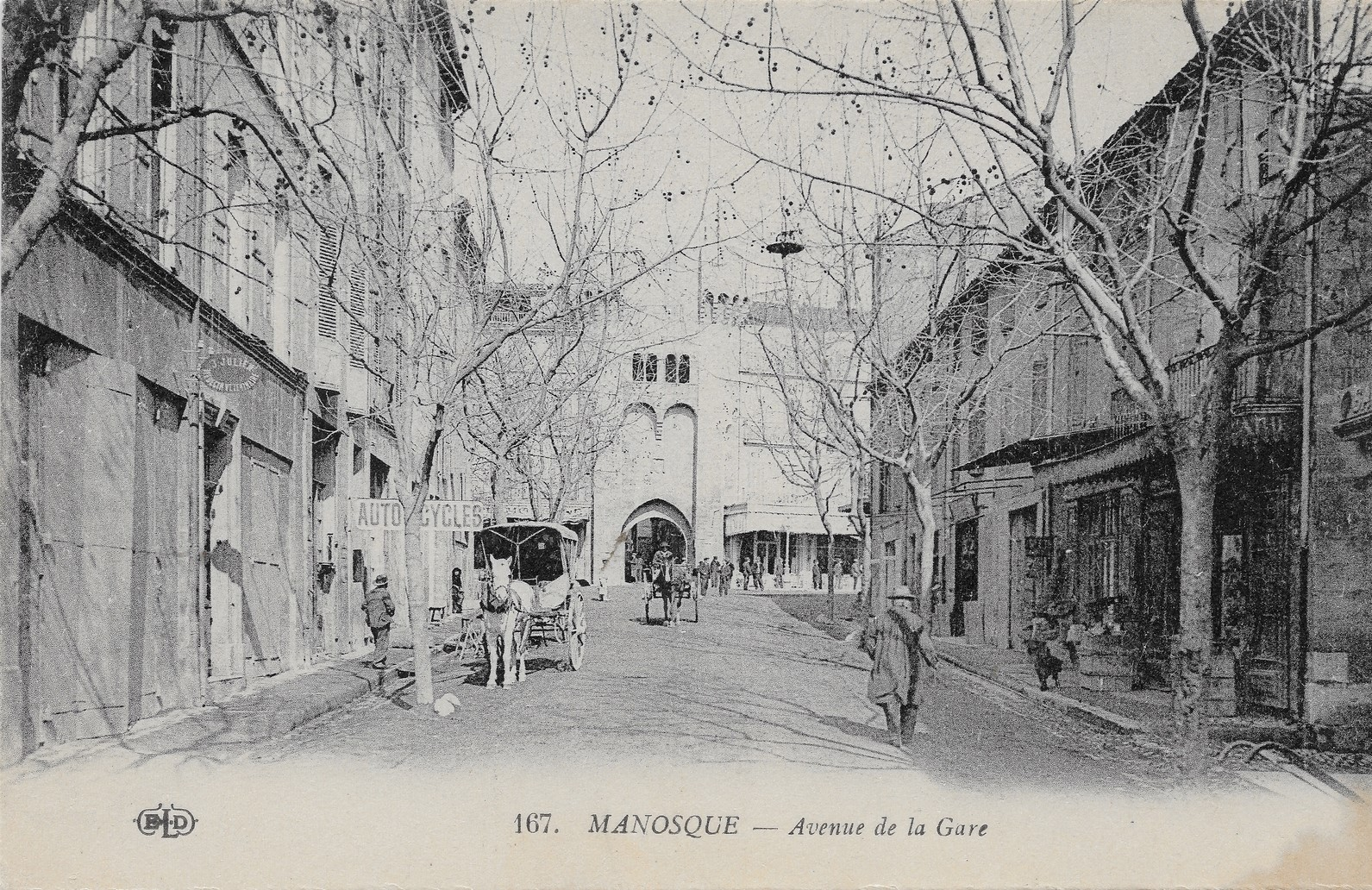
Avenue de la Gare (aujourd'hui rebaptisée avenue Jean Giono) à Manosque en 1900, époque de l'enfance de Giono.

En 1911, un an avant son bac, la mauvaise santé de son père et les faibles ressources de la famille l'obligent à interrompre ses études. Il travaille dans une banque, le Comptoir national d'escompte. Il doit parallèlement s'instruire en autodidacte pour assouvir sa soif de savoir. C’est cette année-là que naît le grand lecteur passionné qu'il deviendra : il se constitue l'amorce d'une bibliothèque où figurent les plus grands auteurs, notamment de l’Antiquité grecque et latine, et la lecture sera son activité la plus indispensable. Tout naturellement, c'est en 1911 qu'il commence à écrire. Le futur écrivain commence Angélique, un roman médiéval qu’il reprendra à plusieurs reprises avant de l’abandonner en 1923. Gallimard publiera cette ébauche (bien avancée) en 1980.

### Rencontre décisive
Juste avant d’être mobilisé, dès le début de l’année 1914 (il a alors 19 ans), il rencontre Élise Marie Maurin (1897-1998), fille d'un coiffeur et d'une couturière ; elle est interne au lycée d’Aix, puis répétitrice à Ajaccio et professeure suppléante au collège de Manosque. Giono lui lit les textes et poèmes qu’il compose alors. C'est, presque tout de suite, le grand amour réciproque. Du fait de la guerre, ils ne se marieront que le 22 juin 1920, peu après la mort de son père le 26 avril. Ce mariage civil fait « soupirer » Pauline Giono, la mère de Jean, d'après son biographe Pierre Citron. Jean et Élise Giono auront deux filles : Aline (1926-1984) et Sylvie, née le 11 août 1934, qui seront elles aussi écrivaines,.

### Soldat traumatisé par la Grande Guerre
Jean Giono est mobilisé fin 1914. Il est envoyé comme élève aspirant à Montségur, dans la Drôme. Il ne sera jamais aspirant, n’ayant manifestement pas le sens de l’armée, ni le goût de la chose militaire. En janvier 1915, pendant la Première Guerre mondiale, il est affecté au 140e régiment d'infanterie. Il participe aux batailles les plus terribles du conflit (Artois, Champagne, Verdun, la Somme, le Chemin-des-Dames) et en ressort traumatisé. Son meilleur ami et nombre de ses camarades sont tués à ses côtés. En 1916, présent dans les tranchées, sur le front, il voit sa compagnie décimée, et il est commotionné par l'explosion d'un obus tout proche. Plus tard, en 1918, au cours de la bataille du mont Kemmel, en Belgique, il n'est que « légèrement » gazé. Il reste cependant choqué par l'horreur de la guerre, les massacres, la barbarie, l'atrocité de ce qu'il a vécu dans cet enfer, et il devient un pacifiste convaincu,, comme bon nombre d’anciens poilus. Son pacifisme ne sera pas d'abord rationnel, mais tout à la fois viscéral et spirituel.

« Nous avons fait les Éparges, Verdun, la prise de Noyon, le siège de Saint-Quentin, la Somme avec les Anglais, c’est-à-dire sans les Anglais, et la boucherie en plein soleil des attaques de Nivelle au Chemin des Dames. […] J’ai 22 ans et j’ai peur. »

— Jean Giono, 1917
Démobilisé en octobre 1919, il aura traversé la guerre sans blessure trop grave malgré son gazage, « sans avancement, sans décoration et sans avoir tué personne » dira-t-il fièrement.

### Écrivain engagé pendant l'entre-deux-guerres

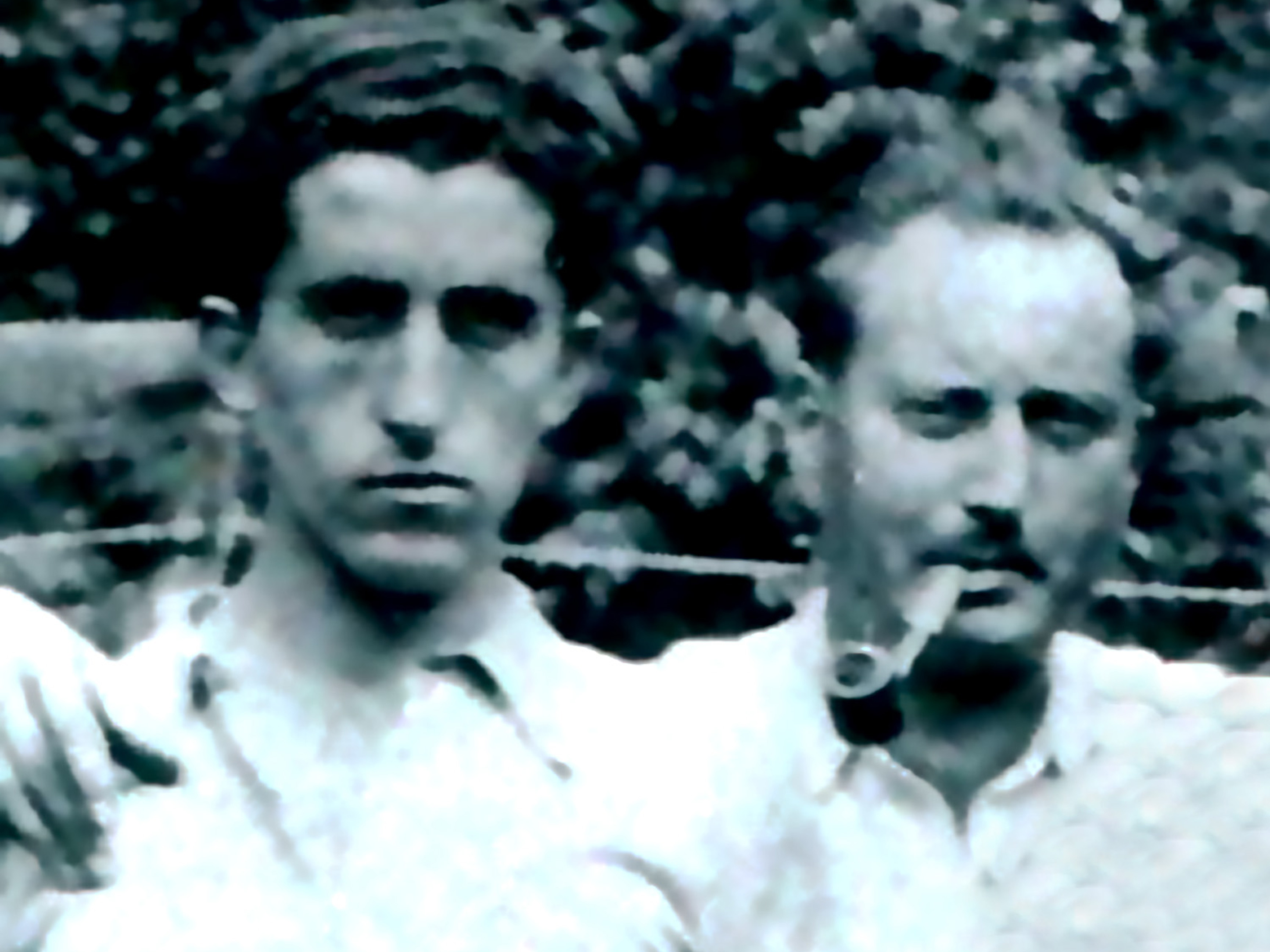
Jean Giono (à droite) et son cousin le peintre Serge Fiorio, dans les années 1930.

La lecture des écrivains classiques (en particulier Virgile et Homère : voir les allusions à « l'Iliade rousse » dans Jean le Bleu) l'amène à l'écriture. Son ami le peintre Lucien Jacques lit ses poésies, l’encourage et publie dans sa revue Les Cahiers de l’Artisan ses premiers poèmes, Accompagnés de la flûte.
Son premier livre, publié en 1929, Colline est bien accueilli. L'écriture prend de plus en plus d'importance dans sa vie, si bien qu'après la liquidation, en 1929, de la banque dans laquelle il travaillait, il décide de cesser toute autre activité professionnelle pour se consacrer exclusivement à son œuvre.
Ses trois romans suivants rencontrent également le succès, ce qui lui permet d’acquérir sa maison « Le Paraïs » à Manosque. D'ailleurs, il reçoit en 1929, le prix américain Brentano pour Colline, ainsi que le prix Northcliffe en 1930 pour son roman Regain. Il est nommé chevalier de la Légion d'honneur en 1932.
Les événements du début des années 1930 le poussent à s'engager politiquement. Il adhère à l'Association des écrivains et artistes révolutionnaires (mouvance communiste) mais, par méfiance, il s'en désengage très rapidement.
Entre 1930 et 1934, il a une liaison avec Simone Téry.

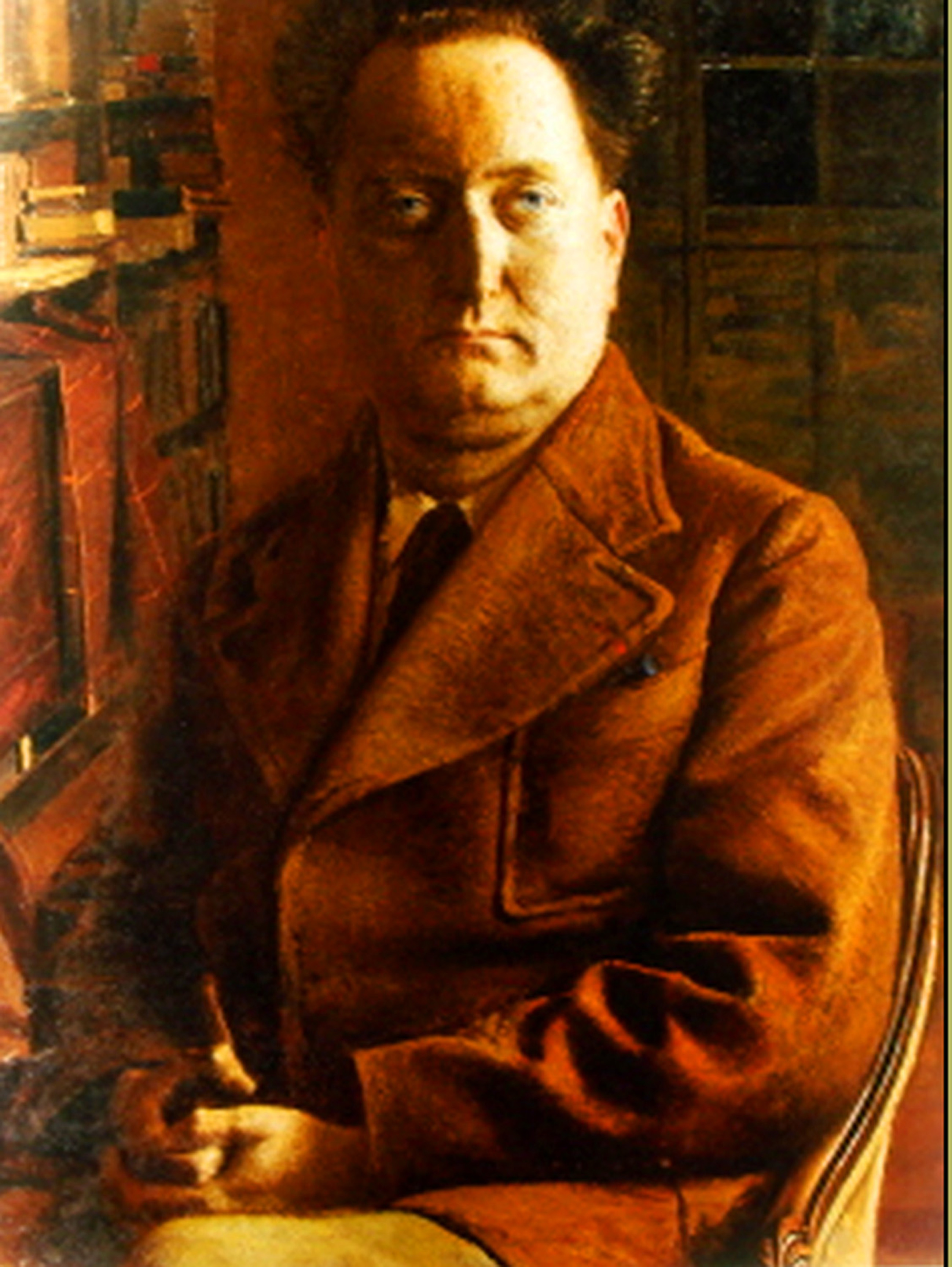
Portrait de Jean Giono en 1937 par Eugène Martel.

En avril 1935, il publie Que ma joie demeure qui connaît un grand succès, particulièrement auprès de la jeunesse. Ce titre est une allusion explicite à la cantate de Jean-Sébastien Bach, Jésus que ma joie demeure, par laquelle il souhaitait exprimer sa foi en une communauté des hommes, par-delà les religions. Il traduit également Moby Dick en français avant de publier Pour saluer Melville.

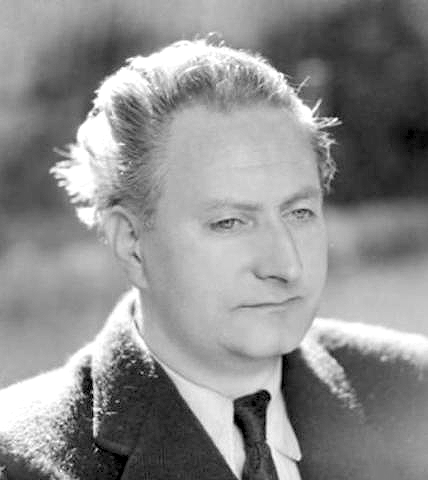
Giono à la fin des années 1930.

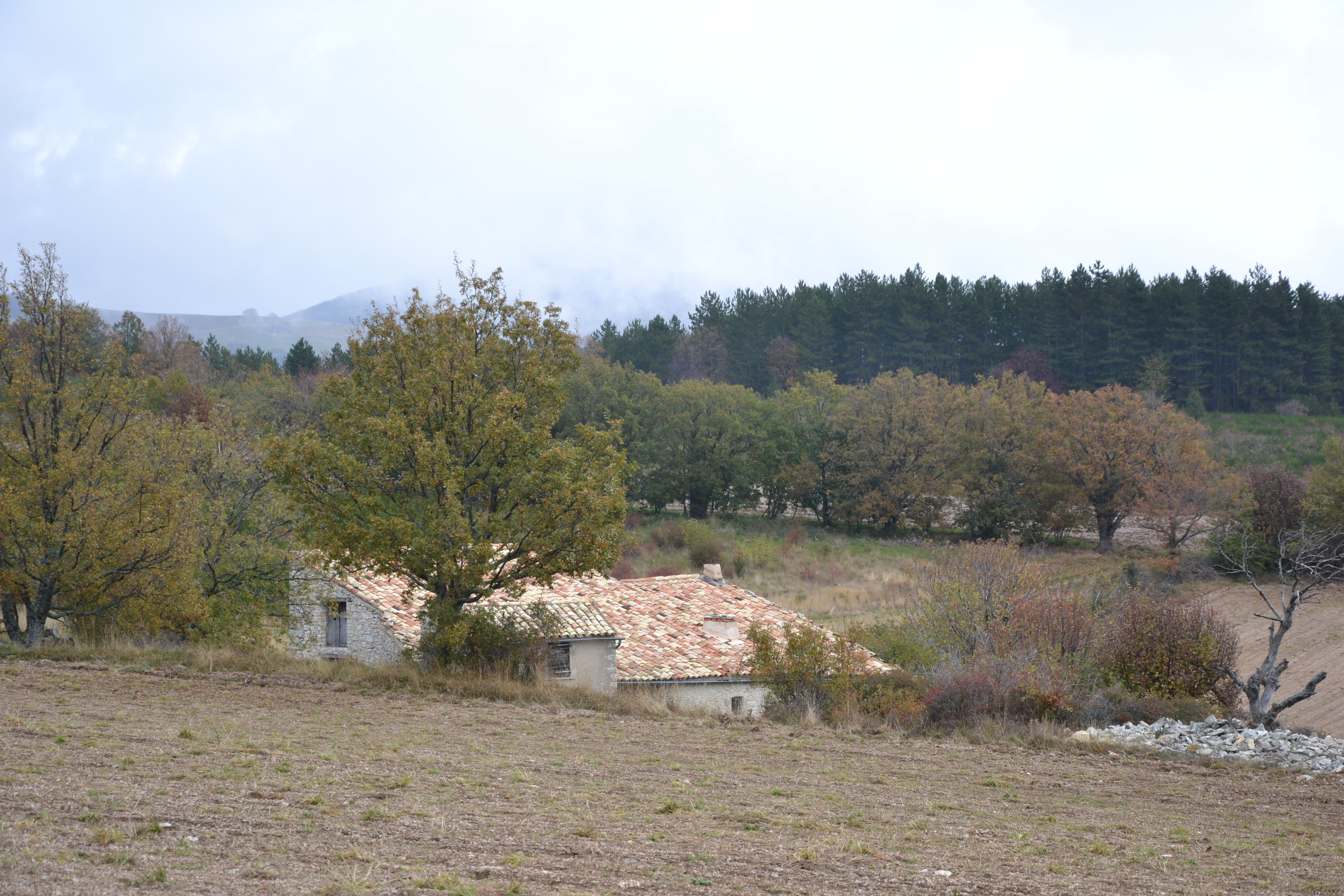
Ferme des Graves à Redortiers, qui a abrité les réunions des amis de Giono au Contadour.

Giono et quelques amis, bloqués accidentellement dans le hameau du Contadour lors d'une randonnée sur la montagne de Lure, décident, subjugués par la beauté des lieux, de s'y retrouver régulièrement : ainsi naissent les Rencontres du Contadour. C'est l'époque de la publication de l'essai Les Vraies Richesses, dédié aux habitants du Contadour.

### Pacifiste pendant la Seconde Guerre mondiale
Les prémices d'une nouvelle guerre se manifestent bientôt. Jean Giono rédige alors ses suppliques Refus d'obéissance, Lettre aux paysans sur la pauvreté et la paix, Précisions et Recherche de la pureté.
La déclaration de guerre interrompt la neuvième réunion au Contadour. Les « disciples » attendent la réaction de Giono. Elle est difficile pour cet homme libre qui ne voulait pas être directeur de conscience et qui écrit « Vous êtes, vous, de l’humain tout frais et tout neuf. Restez-le ! Ne vous laissez pas transformer comme de la matière première […] Ne suivez personne. Marchez seuls. Que votre clarté vous suffise. »
À la déclaration de guerre, il se rend au centre de mobilisation de Digne. Cependant, à cause de son pacifisme, il est arrêté le 14 septembre 1939. Il est relâché après un non-lieu, et libéré de ses obligations militaires.

### Une attitude controversée pendant l'Occupation
Ayant acheté deux fermes en 1939, il dispose d’abondantes ressources alimentaires, ce qui selon sa fille lui permet d’accueillir nombre de personnes de passage. Pendant la guerre, Giono continue à publier sans respecter la directive du Comité national des écrivains. Le passage obligatoire par la censure de l'occupant l'a amené à avoir des contacts avec les autorités allemandes. Le succès de ses œuvres l'a enrichi considérablement. Il se consacre longuement aux soins à donner à sa fille touchée par la tuberculose, en l’emmenant dans la montagne, à Lalley.
Dès avant la fin de la Seconde Guerre mondiale, on lui reproche sa proximité avec la collaboration. Il écrit pendant trois ans dans le journal Aujourd'hui, d'obédience collaborationniste, et est l'objet d'un reportage dans le journal nazi Signal. Il est aussi l'une des voix de Radio Paris. L'utilisation de sa pensée par le régime de Vichy est souvent restée très caricaturale, vantant son « néoprimitivisme », son « tarzanisme », le retour à la terre ou l'artisanat.
Une bombe est déposée devant la maison de son domicile la nuit du 11 au 12 janvier 1943 et explose sans faire de blessés, emportant cependant la porte d’entrée.
Après la guerre, il est accusé d'avoir collaboré et de nouveau emprisonné, en septembre 1944, principalement pour avoir fait paraître Deux cavaliers de l'orage dans La Gerbe, journal collaborationniste, et un reportage photo dans Signal, sorte de Paris Match national-socialiste et toutefois reconnu pour sa qualité. Il n'est libéré qu'en janvier 1945, sans avoir été inculpé. Néanmoins, le Comité national des écrivains, organisme issu de la Résistance, l'inscrit sur sa liste noire, ce qui interdisait de fait toute publication de son œuvre en France. Bien des résistants qui avaient lutté contre le régime de Vichy ne lui avaient pas pardonné cette phrase : « Je préfère être un Allemand vivant qu'un Français mort » (Cahiers du Contadour, no III-IV, septembre 1937) considérant cette citation comme une offense à leurs sacrifices. 
Cette mise à l'index ne prend fin qu'en 1947, avec la parution d’Un roi sans divertissement, première en date des Chroniques. Giono a cependant abrité Karl Fiedler, architecte trotskiste allemand, ainsi que l’épouse de Max Ernst. Sa fille mentionne également plusieurs autres personnes en fuite recueillies au Paraïs. Pierre Citron affirme, dans la biographie de Giono, détenir les preuves de ces aides, sans les publier.
Pour sa fille, cette longue période de mise à l’écart et de mépris populaire lui inspire l’épisode du Hussard sur le toit dans lequel Angelo, poursuivi par la foule qui cherche un bouc émissaire, se réfugie sur les toits de Manosque. D’après elle, ce fut une satisfaction de « faire mourir les habitants de Manosque de manière horrible, sale, souffrant physiquement et moralement, au milieu de vomissures et de diarrhée ».
Les défenseurs de Giono le présentent comme un pacifiste trompé par le régime de Vichy qui, pour lui, amenait la paix. Son soutien aux accords de Munich en 1938 en résulterait. Le fait que le « néoprimitivisme » ou le « tarzanisme » de Giono ait été admiré à la fois par les nazis et par le Régime de Vichy n'est pas selon eux une preuve que Giono était réciproquement un soutien au régime. Du reste, les Allemands ont tenté à plusieurs reprises de le faire venir au « Congrès des écrivains de l'Europe » à Weimar. Giono n'y a jamais participé, mais il a exprimé une reconnaissance qui a les accents de la sincérité.

Des études récentes montrent que Giono a pris lui-même contact avec les autorités allemandes. Le Sonderführer Gerhard Heller le trouvait « « extrêmement bien disposé » envers la collaboration ». Dans le journal collaborationniste La Gerbe du 19 mars 1942, Jean Giono qualifie la défaite de 1940 et Vichy de « grande expérience » après des « années d'erreurs ». Dans son journal il affirme qu'Allemands et Anglo-Américains, lorsque les premiers mitraillent les fuyards de l'Exode et les seconds bombardent Forcalquier « pour le plaisir », sont « semblables », et que les résistants sont des « assassins » et des « voyous », qui se cachent derrière un « patriotisme » dérisoire. Les mots durs que Giono utilise pour qualifier les résistants semblent faire écho à l'insensibilité qu'il affiche à l'égard des Juifs. Il répond ainsi à une sollicitation de l'écrivain Wladimir Rabinovitch : 

« Il me demande ce que je pense du problème juif. Il voudrait que j'écrive sur le problème juif. Il voudrait que je prenne position. Je lui dis que je m'en fous, que je me fous des Juifs comme de ma première culotte ; qu'il y a mieux à faire sur terre qu'à s'occuper des Juifs. Quel narcissisme ! Pour lui, il n'y a pas d'autre sujet. Il n'y a pas d'autre chose à faire sur terre qu'à s'occuper des Juifs. Non. Je m'occupe d'autre chose. »

Il est avéré que Giono a caché et entretenu à partir de 1940 des réfractaires, des Juifs, des communistes[source insuffisante]. Son œuvre porte des traces de cette « résistance » à l'hitlérisme : outre Le Voyage en calèche, interdit par l'occupant en décembre 1943, et dont le personnage de Julio se prolonge dans celui d'Angelo, résistant italien à l'occupant autrichien en 1848 (Le Bonheur fou), il faut mentionner Angelo III, traqué par les troupes allemandes, dans le début inédit de Mort d'un personnage, et la mort de Clef-des-Cœurs dans le maquis (Ennemonde). 
Mais il écrira le 27 octobre 1943 dans son Journal de l'Occupation, au sujet de Meyerowitz, qu'il a hébergé à La Margotte :

« Éberlué ! Mon intervention pour sauver Meyerowitz a fait grouiller tout le panier de crabes juif de Manosque. M. est juif, total quoique dissimulé, quoique catholique (est-ce pour cela ?), juif de lèvres, de nez, de cœur et d'âme, mais il semble que tous les Juifs ont collaboré à la dénonciation anonyme qui l'a envoyé aux Mées. Ils se sont associés au commissaire de police qui est franciste, c'est-à-dire qu'ils ont dénoncé M. au commissaire. On se perd dans cette complication, intelligente, sournoise et d'une méchanceté certaine. »

### Consécration
Dans les années 1947-1961, Giono publie notamment Un roi sans divertissement (1947), Mort d'un personnage (1949), Les Âmes fortes (1950), Le Hussard sur le toit (1951), Le Moulin de Pologne (1953).
Avec le succès de ces livres, surtout Le Hussard sur le toit, Giono est de nouveau considéré comme l’un des plus grands écrivains français du XXe siècle. En 1953, le Prix littéraire du Prince-Pierre-de-Monaco lui est décerné pour l'ensemble de son œuvre. Il est élu l'année suivante au sein de l'académie Goncourt. De plus en plus intéressé par le cinéma (son film Crésus sort en 1960), il préside le jury du Festival de Cannes en 1961.
Parallèlement et alors que la guerre d'Algérie fait rage, il s'engage dans la défense du droit à l'objection de conscience, entre autres en parrainant le comité créé par Louis Lecoin, aux côtés d'André Breton, Albert Camus, Jean Cocteau et de l'abbé Pierre. Ce comité obtient en décembre 1963 un statut, restreint, pour les objecteurs.
En 1968, il publie Ennemonde et autres caractères, dont il parle dans un entretien radiophonique d'une heure durant : « Un roman ça ne peut pas se définir, c'est mon expression poétique. C'est le bonheur de pouvoir l'écrire, de l'exprimer, de ne pas le garder pour moi-même mais de lui donner une forme écrite. »
Son dernier roman, L'Iris de Suse, paraît en 1970.

### Mort
Agé de soixante-quinze ans, Jean Giono est emporté par une crise cardiaque, dans sa maison de Manosque, dans la nuit du 8 au 9 octobre 1970 . Il est enterré au cimetière ancien de la ville. Sa veuve, Élise, morte en 1998 à l’âge de 101 ans, repose à ses côtés.

## Giono et Manosque

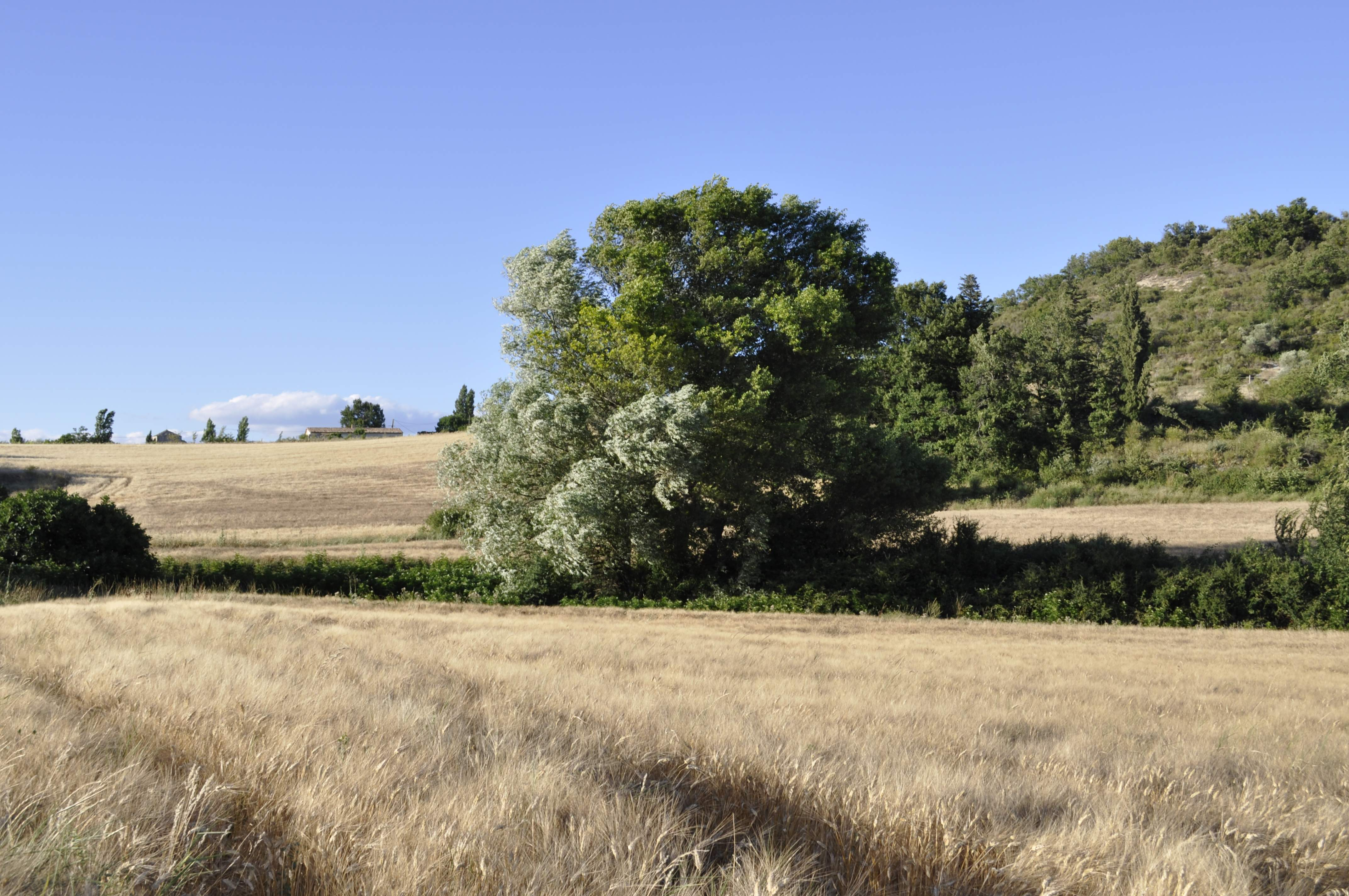
Paysage de Giono (près de Manosque).

Giono s'est surnommé lui-même « le voyageur immobile ». De fait, son œuvre évoque souvent de longs voyages ou cheminements, alors que lui-même n'a presque pas voyagé, sauf de courts séjours en Écosse, à Majorque et en Italie (Voyage en Italie, œuvres complètes, la Pléiade). Mais il était un solide marcheur et un randonneur régulier. Avant de vivre au Paraïs, qui surplombe Manosque, à partir de 1929, Jean Giono a habité à Manosque même : 1, rue Torte, où il est né le 30 mars 1895 ; 14, rue Grande, où ses parents déménagèrent peu de temps après ; 8, rue Grande, où il emménagea en 1930, après son mariage.
Sur le boulevard circulaire de Manosque se trouve aujourd'hui le Crédit agricole, qui était le Comptoir d’escompte lorsque Giono y travaillait.
Il a également souvent séjourné dans le Trièves où il passait ses vacances, avant la guerre (à Tréminis) et après (à Lalley, où vivait son amie Édith Berger, artiste peintre). Cette région montagneuse, située au nord du col de la Croix-Haute (Drôme) et qu'il qualifiait de « cloître de montagnes », lui a inspiré notamment Le Chant du monde, Batailles dans la montagne (situé à Tréminis), Un roi sans divertissement (dont l'action se déroule dans un village correspondant à la situation de Lalley), Les Vraies richesses et Triomphe de la vie, essais qui empruntent beaucoup à la sérénité bucolique du Trièves.
Malgré sa vie retirée à Manosque, Jean Giono se rendait régulièrement à Aix-en-Provence où il séjournait chez son amie Henriette Gabrielle Reboul, la célèbre antiquaire de La Maison d'Aix, et où il rencontra par son entremise les écrivains André Gide, André Malraux, et Boris Vian. Pour des impératifs professionnels, il se déplaçait aussi à Paris, sans beaucoup apprécier la vie de la capitale.

## Analyse de l'œuvre
L'œuvre de Jean Giono mêle un humanisme naturel à une révolte violente contre la société du XXe siècle, traversée par le totalitarisme et rongée par la médiocrité, le consumérisme (au sens péjoratif) inféodé à la technique et à l'artificialisation du milieu de vie. Il chante et prône une vie humaine reconnectée au vivant et à la nature sauvage, une vie sociale plus communautaire et à taille humaine, il exprime souvent son admiration, sans angélisme naïf, pour la vie paysanne plus authentique.
Son œuvre se divise, chronologiquement et thématiquement, en deux parties : les premiers livres sont écrits d'une façon très lyrique (ces œuvres sont souvent dites de « première manière ») et leur style est très différent des œuvres tardives plus élaborées et plus narratives, telles que les Chroniques romanesques et le Cycle du Hussard (œuvres dites de « seconde manière »). La nature est d'une certaine façon le personnage principal des premiers livres, tandis que l'Homme est celui des seconds. Pour autant, la nature continue à jouer dans ces derniers un rôle tout de même parfois déterminant, comme le hêtre magnifique et emblématique du Roi sans divertissement, cet « Apollon citharède des hêtres », à la beauté sans doute consciente, et qui détient une des clés de l'énigme du roman. Mais, très perceptiblement, dans cette seconde manière le romanesque change de nature pourrait-on dire, de perspectives, ainsi que d'objet.
Soldat durant la Première Guerre mondiale, Jean Giono n'aborde objectivement cette période de sa vie que dans Refus d'obéissance en 1937, c'est-à-dire bien après ses premières publications. L'influence de la guerre est pourtant très forte tout au long de son œuvre, notamment et explicitement dans son roman métaphorique Le Grand Troupeau en 1931, et dans la nouvelle Ivan Ivanovitch Kossiakoff reprise dans le recueil Solitude de la pitié en 1932 ; plus indirectement aussi dans Le hussard sur le toit (1951). S'il est inclassable, Giono est sans conteste un humaniste et un pacifiste. Et sans doute aussi un panthéiste inclusif, adepte et prosélyte par avance d'un écologisme holistique intuitif et océanique (au sens de Romain Rolland).

### Première veine: la Nature prééminente
Après Naissance de l'Odyssée, qui ne sera publié que plus tard, les trois premiers livres de Jean Giono (Colline, Un de Baumugnes et Regain) constituent la trilogie de Pan (1929-1930). Le dieu Pan est une figure importante dans les livres de Giono. Il est explicitement présent au tout début, et restera jusqu'à la fin en filigrane. Il représente la nature unifiée dans un être unique. Bien que peu adepte des discussions philosophiques, Giono fait quelques brèves allusions au panthéisme (cf. Spinoza, Parménide), qu'il développe allègrement de façon lyrique dans ses premiers livres.
La nature y est présentée d'une façon bien différente de l'idyllique et bienveillante Provence pittoresque qu'on trouve parfois chez Pagnol (un peu plus rude, toutefois dans L'Eau des collines). Il est vrai que Pagnol décrit plutôt la Provence littorale, quand Giono se situe plus souvent en Haute Provence, plus âpre. Chez Giono, la nature est belle, mais elle est aussi cruelle, destructrice et purificatrice : l'Homme en fait partie, mais elle n'est pas l'Homme. L'Homme s'est éloigné d'elle, mais elle se rappelle parfois durement à sa mémoire.
Ainsi, dans Le Hussard sur le toit (1951), la nature se manifeste par le choléra qui dévaste la Provence et tue aveuglément sans se soucier des préoccupations politiques, sociales ou affectives qui agitent les hommes. L'épidémie épargne pourtant la jeunesse immarcescible, la vertu, le courage un peu inconscient et la pureté d'Angelo. On retrouve du reste cette conception de la nature, particulièrement absente des idées de cette époque, dans un texte d'Albert Camus contemporain, intitulé L'Exil d'Hélène. Peut-être aussi dans le Camus des Noces et de L'Été, comme Giono imprégné des sources grecques antiques de la vie méditerranéenne, et comme lui cultivant une relation fusionnelle avec la nature.

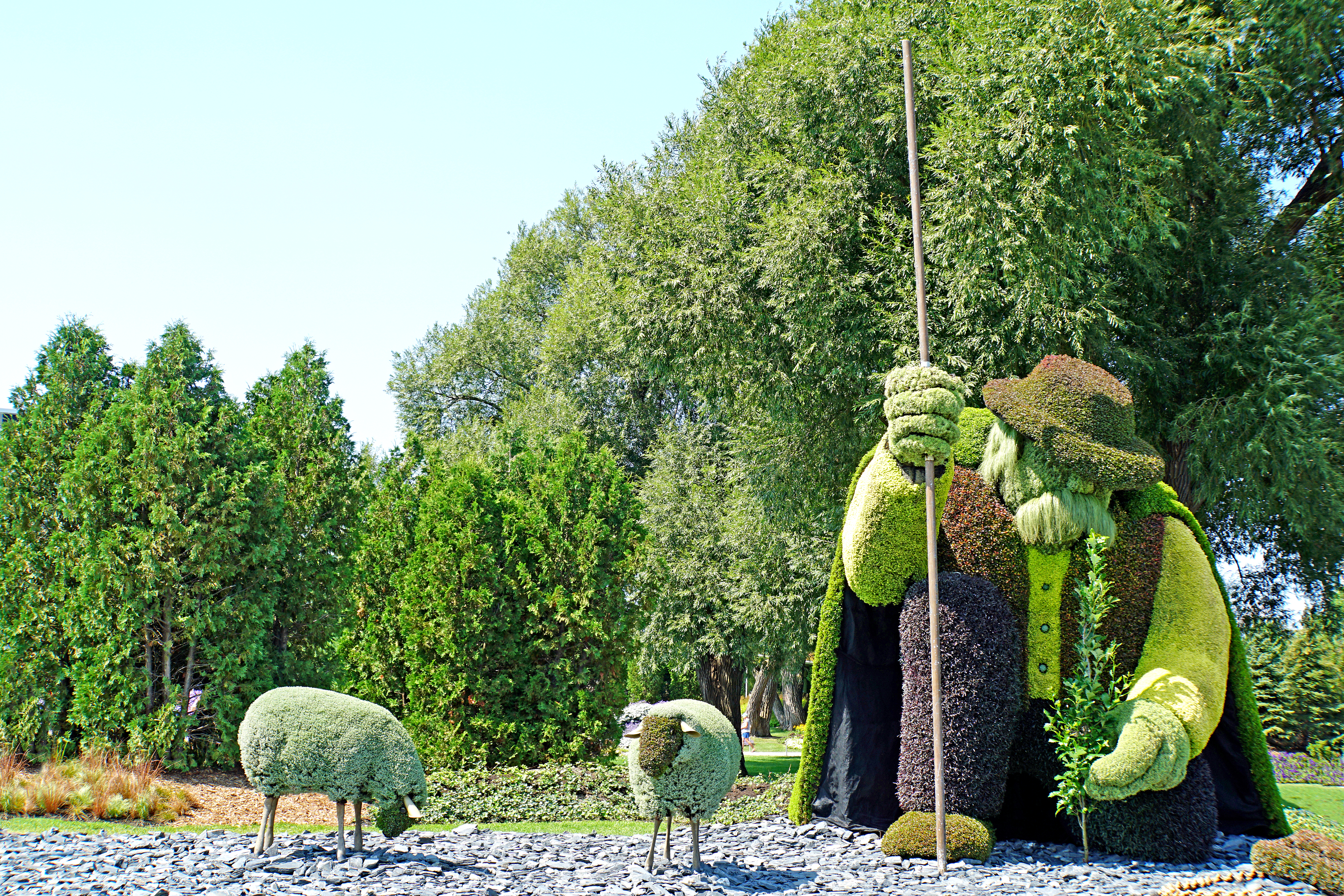
Œuvre de mosaïculture en hommage à L'Homme qui plantait des arbres de Giono et au film d'animation qu'en a tiré Frédéric Back.

À cette première veine, qualifiée de chroniques paysannes, d'inspiration panthéiste et païenne, outre la trilogie de Pan, appartiennent les ouvrages suivants (romans, nouvelles, essais, souvenirs d'enfance) : Présentation de Pan (1930), Naissance de l'Odyssée (1930), Jean le Bleu (1932), Solitude de la pitié (1932), Le Serpent d'étoiles (1933), Le Chant du monde (1934), Que ma joie demeure (1936), Batailles dans la montagne (1937), L'Eau vive (1943, nouvelles rééditées en collections de poche en deux volumes en 1973 : Rondeur des Jours et l'Oiseau bagué, peut-être pour éviter la confusion avec le roman Hortense ou l'Eau vive publié en 1958 et tiré de son film homonyme en préambule à celui-ci), mais aussi : L'Homme qui plantait des arbres (1953), Faust au village (1977), Le Bestiaire (1991).

### Seconde manière où l’Homme est au centre
À l'instar de Balzac, et très impressionné par La Comédie humaine, et sa récurrence de personnages forts, sa peinture en profondeur de toute une société en toile de fond de leurs itinéraires individuels et significatifs, Giono avait en tête le projet d'un cycle romanesque en dix volumes « à la manière de Balzac ».
De même, comme on l'a remarqué à l'époque et qu'il l'a d'ailleurs reconnu lui-même, Giono a aussi été inspiré pour cette veine de 
son œuvre par sa lecture de Stendhal, particulièrement celui de La Chartreuse de Parme : à l'évidence la fougue courageuse, idéaliste, et la naïveté juvénile, enthousiaste, amoureuse de l'Angelo du Hussard sur le toit sont les sœurs de celles du jeune Fabrice de la Chartreuse. Les deux romanciers ont encore en commun une sorte de vision à la fois mythique et intime, romantique, de l'Italie du XIXe siècle.
Le premier volume de la série, écrit par Giono en six jours seulement, a justement pour titre Angelo. Ceci devait être le premier volume de dix ouvrages qui auraient « réinventé le XIXe siècle, pour mieux faire ressortir les tares du XXe siècle ». Angelo I, écrit en 1934, paru en 1958, est considéré sans doute à tort comme le « brouillon » du Hussard sur le toit. Il devait être suivi par une série d'Angelo dont le petit-fils, Angelo III, serait un résistant en 1940. Peut-être effrayé par l'ampleur de la tâche, Giono renonça au projet initial et ne publia que trois romans pour ce cycle : Le Hussard sur le toit (1951), Le Bonheur fou (préquelle, publiée en 1957, du Hussard) et Mort d'un personnage (suite, à distance, du Hussard, pourtant publiée avant lui en 1949, car le « personnage » en question n'est autre que la marquise Pauline de Théus, l'héroïne du Hussard, dans sa vieillesse). Giono a en effet mis plus longtemps qu'à son habitude pour achever ce roman majeur du Hussard, commencé avant plusieurs œuvres de cette époque mais publié après elles.
À cette seconde époque des chroniques historiques, appartiennent aussi les romans et nouvelles suivants : Un roi sans divertissement (autre roman majeur, écrit vite en revanche, sous le feu de l'inspiration, et publié en 1947), Fragments d'un paradis (1948), Les Âmes fortes (1949), Les Grands Chemins (1951), Le Moulin de Pologne (1952), Deux cavaliers de l'orage (1965), Ennemonde et autres caractères (1968), L'Iris de Suse (1970), le dernier roman publié de son vivant. On peut aussi rattacher à la fois au cycle du Hussard et au Roi sans divertissement (car on y retrouve des personnages et une époque communs à ces deux romans) les nouvelles réunies sous le titre Les Récits de la demi-brigade, écrites entre 1955 et 1965 mais publiées en 1972. Appartiennent aussi à cette même veine d'inspiration humaniste, historique et romanesque les nouvelles posthumes Cœurs, passions, caractères (1982) et Caractères (1983), ainsi que les deux romans inachevés : Dragoon, Olympe ou de jeunesse : Angélique, tous parus au début des années 1980.

### Spiritualité imprégnée de paganisme
Peut-on parler de spiritualité chez Giono ? La question est posée par l'un de ses biographes, Jean Carrière, qui répond « Oui, dans la mesure où celle-ci lui est venue non comme une expérience délibérée, mais comme une lente maturation à jouir des choses sans les posséder. » Et cet esprit de jouissance-dépossession, qui s'apparente au carpe diem des antiques sagesses, accorde à celui qui s'y livre sans réserve et sans fausse pudeur, selon les propres termes de l'auteur, un sentiment de libération païenne :

« Ce n'est pas seulement l'homme qu'il faut libérer, c'est toute la terre... la maîtrise de la terre et des forces de la terre, c'est un rêve bourgeois chez les tenants des sociétés nouvelles. Il faut libérer la terre et l'homme pour que ce dernier puisse vivre sa vie de liberté sur la terre de liberté [...] Ce champ n'est à personne. Je ne veux pas de ce champ; je veux vivre avec ce champ et que ce champ vive avec moi, qu'il jouisse sous le vent et le soleil et la pluie, et que nous soyons en accord. Voilà la grande libération païenne. »

Cet appel à la libération de l'homme et de la terre s'inscrit en faux contre l'injonction biblique de prise de possession de la terre et de ses animaux par l'homme. Il est aussi une invitation à renouer pleinement avec les joies du corps, la sensualité naturelle, longtemps niée ou occultée par la morale chrétienne :

« J'ai pris pour titre de mon livre le titre d'un choral de Bach : Jésus, que ma joie demeure ! Mais j'ai supprimé le premier mot [...] parce qu'il est un renoncement. Il ne faut renoncer à rien. Il est facile d'acquérir une joie intérieure en se privant de son corps. Je crois plus honnête de rechercher une joie totale, en tenant compte de ce corps, puisque nous l'avons. »

Le paganisme de Jean Giono apparaît, dès les premiers romans écrits à la fin des années 1920, sous la forme d'une vision panthéiste qui replonge les êtres au cœur du cosmos étoilé, mais aussi par la perception d'un sentiment tragique de la vie inspiré notamment par sa lecture enthousiaste des récits homériques dès la plus tendre enfance :

« Je lus L'Iliade au milieu des blés mûrs. [...] C'est en moi qu'Antiloque lançait l'épieu. C'est en moi qu'Achille damait le sol de sa tente, dans la colère de ses lourds pieds. C'est en moi que Patrocle saignait. C'est en moi que le vent de la mer se fendait sur les proues. »

La violence inspirée par une lecture sensuelle du récit homérique traverse toute l'œuvre de Jean Giono. Qu'on pense, par exemple, à la fin tragique de Que ma joie demeure, ou, trente ans après, à la rivalité mortelle qui oppose les deux frères de Deux cavaliers de l'orage. Elle est assumée sans jugement moral, et sans jamais faire ombre à la profonde joie païenne de celui qui ne croyait pas au problème résolu pour tout le monde ni au bonheur commun, mais qui disait : « Je crois que ce qui importe c'est d'être un joyeux pessimiste. »

#### Vie et mort
En somme, pour caractériser la spiritualité de Jean Giono, on doit souvent faire appel à des formules en oxymore comme cette « joie pessimiste » qui conclut sa formule précédente.
Ainsi, Giono exprime souvent un spiritualisme sensuel, tellurique, panique, et même charnel, voire matérialiste. Par exemple, selon Dominique Bonnet qui étudie « L’Apocalypse selon Jean Giono : du Grand Troupeau au Grand Théâtre », pour Giono la mort faisait partie d’un processus naturel dans lequel tout est cyclique ; et de citer pour l’illustrer un passage emprunté au roman Ennemonde et autres caractères :

« L’immortalité de l’âme est une grimace de clown pour amuser les enfants : ce qui éclate, ce qui s’étale au grand jour, c’est l’immortalité de la chair, l’immortalité de la matière, la chaîne de la transformation, la roue de la vie, l’infini des aventures et des avatars, le rayonnement des innombrables chemins de fuites et de gloire. »

Pour Giono donc la mort était essentielle au sein de son œuvre, omniprésente, autant que la vie et la nature (et d’ailleurs totalement intriquée à la vie, la mort comme condition sine qua non de la vie) « dans une volonté de normaliser, d’exorciser même les tabous « modernes » de cette présence de la mort, de l’intégrer de façon naturelle au cycle de la vie comme le rapportent aussi ses propos recueillis par Christian Michelfelder » : 

« Croyez-vous que la Nature, reine d’équilibre, serait tant dépensière, si la mort était vraiment une destruction ? Elle est un passage. Elle est une force de transformation comme la force qui hausse, abaisse et balance les vagues de la mer. »

Parfois, Giono fait preuve d’une sorte de mysticisme cosmique mais sans transcendance, ou plutôt d’une transcendance qui résiderait au cœur même d’une immanence sublime (oxymore, encore) - un peu comme Spinoza qui identifie Dieu à la Nature naturante. Ainsi, pour Jacques Chabot dans La Provence de Giono, celui-ci serait un « mystique agnostique » (oxymore, toujours) qui postulerait un « arrière-pays » au « fond des choses », au cœur même des apparences du monde sensible (serait-ce un idéalisme concret inspiré du mythe de la caverne de Platon ?) :

« La voilà donc la Provence montagnarde de Giono, hautaine, âprement réservée, plus close qu’un jardin secret, hortus conclusus mystique — mais ce mystique baladeur et délirant est un matérialiste agnostique : il ignore pratiquement tout du spirituel et plus encore du surnaturel [la nature est déjà en elle-même une « surnature », NDLR], mais il voit dans les apparences du monde sensible (pas « derrière » ni « au-delà », mais dans, « superposé en volume ») ce qu’il appelle volontiers « l’arrière-pays » ou « le côté fond des choses ». »

## Œuvres
L'œuvre de Jean Giono est prolifique, assez dense et très variée. Certains de ses romans sont devenus des grands classiques de la littérature française du XXe siècle (Regain, Le Hussard sur le toit, Un roi sans divertissement, Les Âmes fortes), et ont été adaptés au cinéma (par lui-même ou par d'autres réalisateurs). 
Certains de ses romans et nouvelles, comme Que ma joie demeure, ou encore L'Homme qui plantait des arbres, traduits dans de nombreuses langues étrangères, ont acquis une renommée internationale.
Au-delà de ses romans, Jean Giono écrivit de nombreux essais grâce auxquels il transmit à ses lecteurs ses points de vue et ses idées sur les problèmes contemporains (ses écrits pacifistes, dont Refus d'obéissance en 1937, quand montait le risque de guerre et de retour du cauchemar), les événements qu'il vivait tels qu'il les ressentait (son Journal de l'occupation ou ses notes sur l'Affaire Dominici) ou encore ses idéaux (Les Vraies Richesses, le Poids du ciel). 
Il s'est essayé, avec une pointe de causticité, aux chroniques journalistiques, par exemple à propos des centrales nucléaires installées dans sa chère Provence. Bien que la poésie ait toujours été présente dans ses textes (et parfois centrale comme dans Le serpent d'étoiles, sorte d'opéra archaïque et initiatique en plein air), il a publié peu de recueils de poésie proprement dite (réédités entre autres dans l'un des volumes de la Bibliothèque de la Pléiade, voir la section « Poèmes  » de l'article consacré à la liste de ses œuvres) ; mais plusieurs de ses poèmes ont cependant été mis en musique et interprétés par Hélène Martin. 
Giono a signé en 1955 la préface du livre Moi mes souliers de Félix Leclerc. Il a également préfacé les Œuvres de Machiavel dans la Pléiade. Enfin, il a traduit (en collaboration) Moby Dick (le roman allégorique bien connu d'Herman Melville, en 1939) et L'Expédition d'Humphry Clinker (roman épistolaire et picaresque de Tobias Smollett, en 1955), romanciers pour lesquels Giono a toujours eu beaucoup d'admiration, ce dont témoigne aussi son essai Pour saluer Melville, paru en 1941.

## Giono et le cinéma
Très tôt, Jean Giono s'intéresse au cinéma. Il a vu, dans les années 1930, l'impact qu'ont eu sur le public les films de Marcel Pagnol tirés de ses propres romans, avec des acteurs « provençaux » de la « troupe » de Pagnol et de premier plan comme Raimu, Fernandel, Charpin, Ginette Leclerc, Charles Blavette, Delmont, Henri Poupon, ou Orane Demazis : ce sont successivement Jofroi 1933, Angèle 1934, Regain 1937, ou La Femme du boulanger 1938. Mais il semble que Jean Giono soit lui-même venu au cinéma en réaction aux adaptations précédentes de ses romans qui, une fois portés à l'écran, ne gardaient selon lui que le côté anecdotique ou folklorique de son œuvre, parfois jusqu'à la caricature de la Provence et de ses habitants.
Après quelques courts essais, la première coréalisation de Giono est un documentaire de Georges Régnier, Manosque, pays de Jean Giono avec des textes du livre Manosque des Plateaux. Il s'essaie ensuite en 1942 à l'adaptation du roman Le Chant du monde, qu'il ne termine pas. Mais il en a écrit le scénario et fait le découpage technique, lesquels ont été publiés en 1980 dans le tome I (1938-1959) des Œuvres cinématographiques de Jean Giono. Le film que Marcel Camus tirera en 1965 du même roman relève d'une autre adaptation. Dans les années 1950, Jean Giono travaille avec Alain Allioux au scénario de L'Eau vive (1956 à 1958), film de François Villiers, avec qui il tourne aussi les courts métrages Le Foulard de Smyrne (1957) et La duchesse (1959), dont les thèmes sont des témoignages du projet de film qu'il avait à partir de son roman Le Hussard sur le toit, projet qui n'aboutira pas lui non plus. L'Eau vive est présenté en avant-première au festival de Cannes, en 1958.
En 1960, Giono écrit le scénario, les dialogues, et met en scène (avec l'aide de Claude Pinoteau, Bernard Paul et Costa-Gavras) le film Crésus : c'est Fernandel qui joue dans le rôle-titre. En 1963, dans la froideur de l'Aubrac, Giono supervise le tournage de l'adaptation de son roman Un roi sans divertissement, réalisé par François Leterrier. Ces deux derniers films sont produits par la société de production que Giono avait créée : Les films Jean Giono. Giono reconnaît dans la presse que le cinéma est un art difficile mais qu'il permet de raconter autrement les histoires.
D'autres réalisateurs ont adapté des œuvres de Giono, de son vivant ou après sa mort, et ont tourné : Le Bout de la route (Émile Couzinet, 1949), Les Grands Chemins (Christian Marquand, 1963), Le Chant du monde (Marcel Camus, 1965), Les cavaliers de l'orage (Gérard Vergez, 1983), Le Hussard sur le toit (Jean-Paul Rappeneau, 1995), Les Âmes fortes (Raoul Ruiz, 2001), ou L'Homme qui plantait des arbres, film d'animation du québécois Frédéric Back en 1987.

### Scénariste
(Voir notamment dans cet article détaillé la section plus développée consacrée aux scénarios  de Giono pour le cinéma).
Giono a donc écrit les scénarios et dialogues des films de fiction et des documentaires suivants, qu'il a aussi parfois réalisés ou co-réalisés :
- 1942 : Le Chant du monde (projet de film inabouti).
- 1957 : Le Foulard de Smyrne (documentaire sur le choléra en Provence au XIXe siècle, à partir d'une adaptation de son roman Le Hussard sur le toit, projet de film encore une fois inabouti).
- 1958 : L'Eau vive.
- 1959 : La duchesse (documentaire sur le brigandage légitimiste en Provence au XIXe siècle, toujours autour de son projet pour le Hussard).
- 1959 : Platero et moi, adaptation du récit de Juan Ramón Jiménez : Platero y yo (projet de film inabouti)[61].
- 1960 : Crésus.
- 1963 : Un roi sans divertissement.
- 1968 : Provinces (émission La chevelure d'Atalante), réalisation de Robert Mazoyer.

## Hommageséponymes
Six collèges et plusieurs écoles maternelles et élémentaires portent son nom.
(liste non exhaustive)
L'astéroïde (6519) Giono porte également son nom.

Hommages à Jean Giono
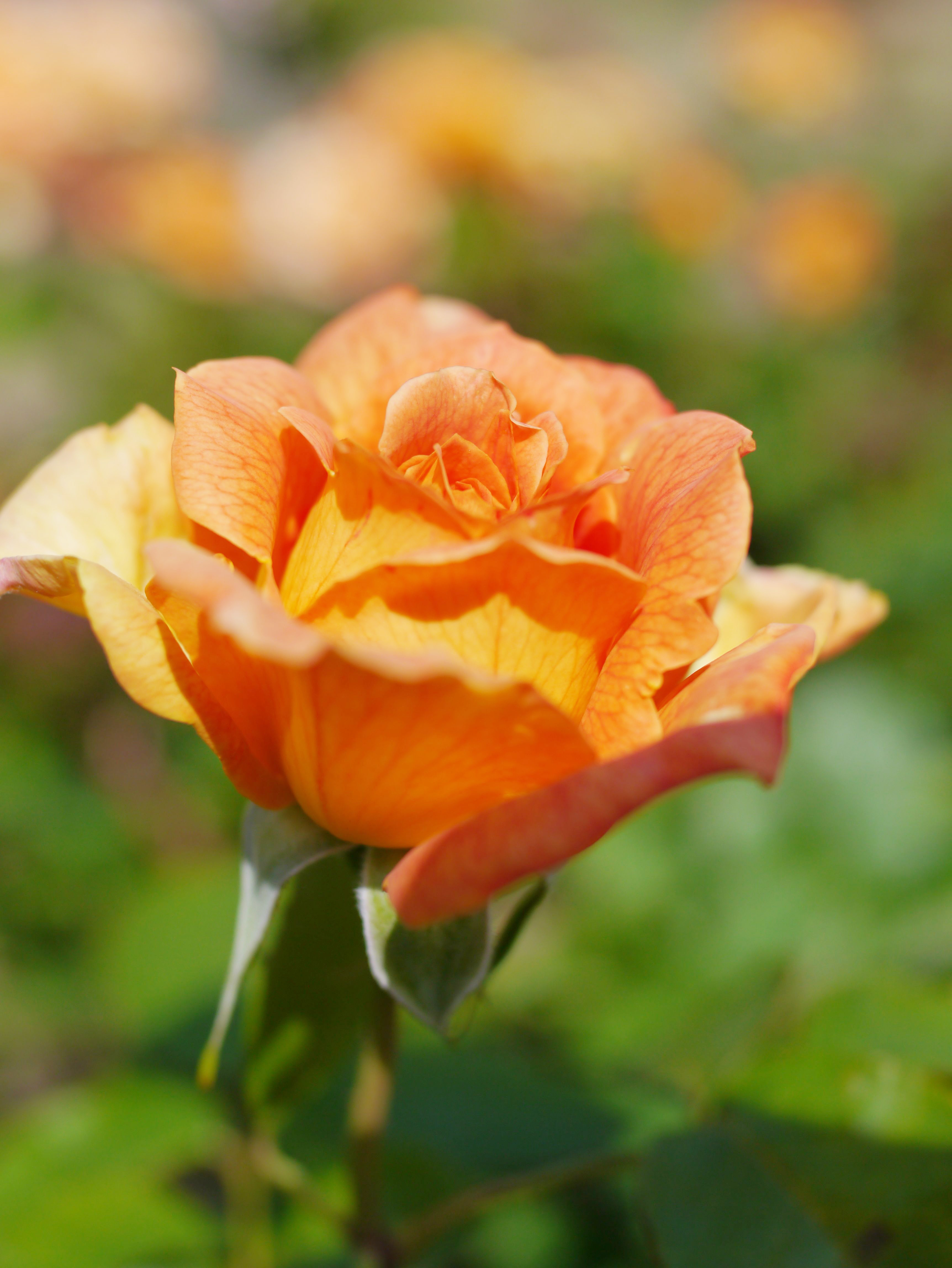
Une rose thé hybride nommée « Jean Giono » élevée par Alain Meilland (1940-...) en France, avant 1996[64].
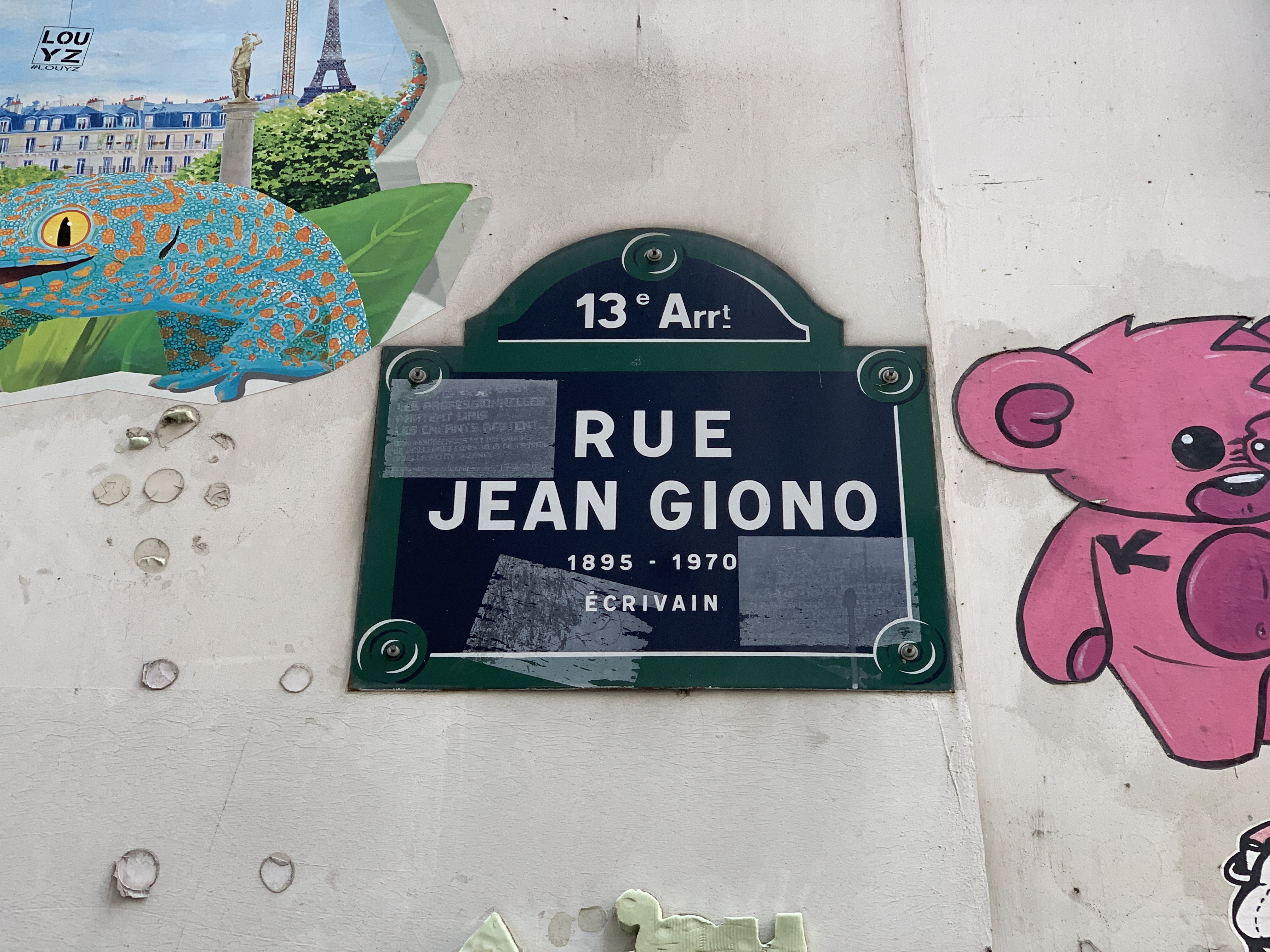
Plaque de la rue Jean Giono à Paris dans le 13e arrondissement de Paris.
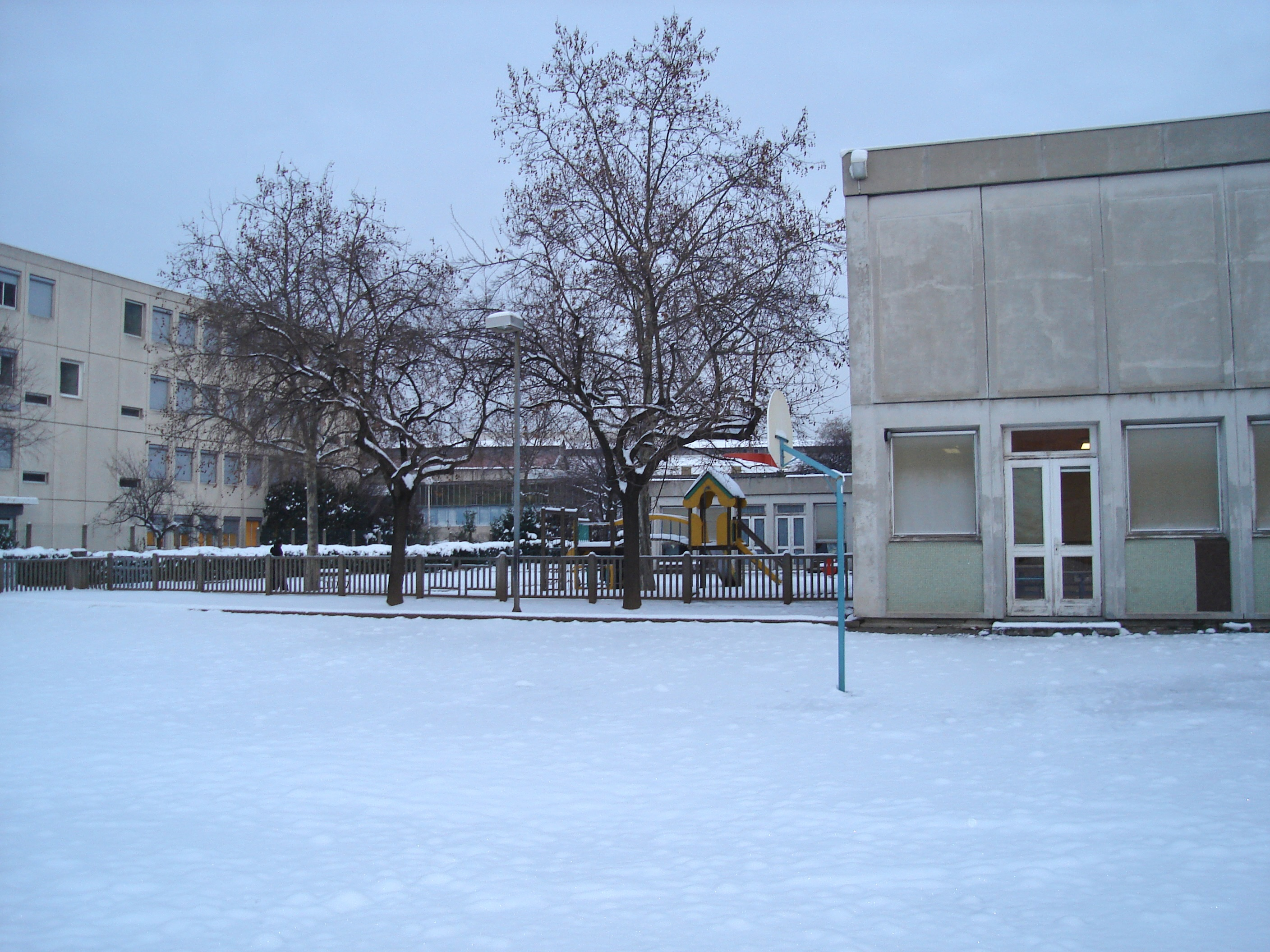
Une des nombreuses écoles de France nommées Jean Giono.

## Maison de Giono
Jean Giono achète en 1929, une petite maison au lieu-dit « Lou Paraïs » sur le flanc sud du mont d'Or, qui domine Manosque. « Un palmier, un laurier, un abricotier, un kaki, des vignes, un bassin grand comme un chapeau, une fontaine. » Il transforme et agrandit cette maison où il écrit la plus grande partie de son œuvre. C'est aujourd'hui le siège de l'Association des amis de Jean Giono.

## Association des amis de Jean Giono
Créée en 1972 au Paraïs de Manosque par Henri Fluchère et Aline Giono, l'Association des amis de Jean Giono concourt à la mémoire de l'œuvre et de la vie de l'écrivain. Elle encourage et favorise la recherche universitaire, inventorie et conserve les archives de Giono, soutient et organise différentes manifestations (colloques, journées d'études, expositions, spectacles) comme les Rencontres Giono, en juillet à Manosque, pour les adhérents de l'association et pour tous les publics. Depuis sa création, l'association rassemble des lecteurs fervents et fidèles qui partagent une connaissance et une admiration de l'œuvre de Giono. Le Bulletin de l'Association des amis de Jean Giono a été remplacé en 2007 par la Revue Giono.

### Sources et bibliographie
Souvenirs
- Aline Giono (fille aînée de Jean Giono), Mon père : contes des jours ordinaires, illustrations de Willi Glasauer, Gallimard Jeunesse, 1987
- Sylvie Giono (fille cadette de Jean Giono), Le goût du bonheur : La Provence gourmande de Jean Giono, Belin, 2000. Section : Littérature et revues, collection : BIBLIO BELIN SC.  (ISBN 978-2-7011-7734-2)
- Sylvie Giono, Jean Giono à Manosque. Le Paraïs, la maison d’un rêveur, Belin, 2012. Collection « De l’intérieur ».  (ISBN 978-2-7011-5980-5), 103 p.

Biographies
- Pierre-Émile Blairon, Giono : la nostalgie de l'ange, Lambesc, Prolégomènes, 2009, 216 p. (ISBN 978-2-917584-13-2, OCLC 488486921).
- Pierre-Émile Blairon, Giono, Grez, Pardès, coll. « Qui suis-je ? », 2009.
- Alfred Campozet, Le Pain d'étoiles : Giono au Contadour, éditions Pierre Fanlac, Périgueux, 1980.
- Jean Carrière, Jean Giono, qui suis-je ?, Lyon, édition la Manufacture, coll. « Qui suis-je ? », 1985, 214 p. (ISBN 2-904638-44-X).
- Maurice Chevaly, Giono vivant, éditions Autres Temps, Marseille, 1995.
- Maurice Chevaly, Giono à Manosque, Le Temps Parallèle, 1986, Prix de la Société des Gens de Lettres.
- Claudine Chonez, Giono, éditions du Seuil, coll. « Écrivains de toujours », 1956.
- Pierre Citron, Giono, 1895-1970, Paris, éditions du Seuil, 1990, 665 p. (ISBN 2-02-012212-X).
- Pierre Citron, Giono, Paris, éditions du Seuil, coll. « Écrivains de toujours », 1995, 188 p. (ISBN 2-02-019785-5).
- Henri Godard, Giono : Le roman, un divertissement de roi, Gallimard, coll. « Découvertes Gallimard », Paris, 2004  (ISBN 2070315436).
- Pierre Magnan, Pour saluer Giono, Denoël, Paris, 1990.

Études de l'œuvre
- Philippe Arnaud, Anatomie d'un chef-d'œuvre : essai sur « Un roi sans divertissement », Paris, L'Harmattan (coll. « Critiques littéraires »), 2001  (ISBN 2-747-51326-2)
- Collectif sous la direction de Jean-François Durand et Jean-Yves Laurichesse, Giono dans sa culture, Presses Universitaires de Perpignan, 2001
- Jean-François Durand, Jean Giono - le Sud imaginaire, Edisud, 2003
- Dominique Grosse, Jean Giono : Violence et création., Paris, L'Harmattan, (coll. Critiques Littéraires) 2003
- Alain Romestaing, Jean Giono, le corps à l'œuvre, Paris, Honoré Champion, 2009
- Julie Sabiani, Giono et la terre, Édition Sang de la Terre, 1988
- Le Page Patricia, Space of passion : the love letters of Jean Giono to Blanche Meyer, 2004
- Colette Trout et Derk Visser, Jean Giono, Collection Monographique Rodopi en Littérature Française Contemporaine, 2006
- Annick Stevenson, Blanche Meyer et Jean Giono, Actes Sud, 2007
- Sous la direction de Jean-Yves Laurichesse et Sylvie Vignes, Giono : La mémoire à l'œuvre, Presses universitaires du Mirail, collection « Cribles », 2009  (ISBN 978-2-8107-0083-7)
- Sylvie Vignes, Giono et le travail des sensations, Nizet, 1999
- Corinne Von Kymmel-Zimmermann, Jean Giono ou l'expérience du désordre, Thèse présentée en vue du Doctorat ès-Lettres Analyses littéraires et histoire de la langue française, sous la direction de Monsieur le Professeur Christian Morzewski, Université d’Artois Laboratoire Textes et Cultures (EA 4028), 2010
- Mirène Geninet, La fusion de l'Homme et de l'Univers dans les œuvres non romanesques de Jean Giono antérieures à 1939, Thèse de doctorat de littérature française sous la direction de Pierre Citron, La Sorbonne Nouvelle - Université PARIS III - 1980.
- Jacques Ibanès, Le voyage à Manosque, Pimientos 2011  (ISBN 978-2-35660-015-8)
- Édouard Schaelchli, Jean Giono. Le non-lieu imaginaire de la guerre, Eurédit, 2016.
- Denis Labouret, Giono au-delà du roman, P.U.P.S., 2016.
- Lucette Heller-Goldenberg, Giono et le Contadour - "Un foyer de poésie vivante", 1935-1939, Éditions ACE, 492 p., 2023  (ISBN 978-2914157377)

### Documentaires
- Le Mystère Giono, un film de Jacques Mény (1995)
- Émissions radiophoniques proposées et produites par Catherine Soullard à France-Culture :
  - Les travaux et les jours, série de Nuits magnétiques sur la vie d'autrefois dans les Alpes de Haute-Provence, inspirées par Jean Giono, émaillées par ses textes, diffusées du 12 au 15 octobre 1993 : 1. Sur l'eau et les choses premières / 2. Les gestes et la terre / 3. Pierres des chemins, paysages / 4. Une forge, des feux.
  - Parce que c'est Giono, Nuit magnétique diffusée le 6 décembre 1994, avec Elise et Sylvie Giono, Pierre Citron, Geneviève Frandon, Louis Michel et Marcel Arlaud.
  - Le cinéma de Jean Giono, Mardi du cinéma diffusé le 18 avril 1995, avec Sylvie Giono, Jean-Piere Rudin, François Leterrier, Jacques Chabot et Jacques Meny.
  - Mystère et vertiges chez Jean Giono, série de Chemins de la connaissance diffusés du 17 au 21 avril 1995 : 1. Le héros gionien, sauveur et déserteur, avec Pierre Citron / 2. Ce monstrueux objet du désir, avec Denis Labouret / 3. Le théâtre du sang, avec Laurent Fourcaut / 4. Des histoires et des vides, avec Mireille sacotte / 5. La musique de Jean Giono, avec Pierre Citron.
- Autre émission de France Culture : Jean Giono, émission de Claude Mourthé d'une durée de 5 heures et diffusée pour la première fois le 11 août 1990, avec, entre autres choses, des extraits d'entretiens entre Giono et divers interlocuteurs (dont Jean Carrière, Jean Amrouche), les témoignages de Pierre Citron, Jean Dutourd, P Magnan, J Meny, P Bergé, H Martin, J Carrière, G de Cortanze et Sylvie Durbet-Giono, une des filles de Giono.